# Satyadev Dubey
Pour les articles homonymes, voir Dubey.
Satyadev Dubey est un acteur et scénariste indien né le 19 mars 1936 à Bilaspur et décédé le 25 décembre 2011 à New Delhi.

## Filmographie

### Acteur

#### Cinéma
- 1975 : Nishant : Prêtre (Pujari)
- 1978 : Anugraham
- 1978 : Kondura (The Sage from the Sea) : Ramanayye Master
- 1983 : Godam : Dharma
- 1991 : Pita
- 1993 : Maya
- 2004 : Hanan : Mahapoojary
- 2012 : Ata Pata Lapatta : Pagla Baba (en tant que Late Pt. Satyadev Dubey)

#### Télévision
Séries télévisées
- 1967 : Maya : Zafar, Khandur's Assistant

### Réalisateur

#### Cinéma
- 1971 : Shantata! Court Chalu Aahe

### Scénariste

#### Cinéma
- 1974 : Ankur: The Seedling
- 1975 : Nishant
- 1977 : Bhumika
- 1977 : Hira Aur Patthar
- 1977 : Vishwasghaat
- 1979 : Junoon
- 1980 : Aakrosh
- 1981 : Kalyug
- 1982 : Vijeta
- 1983 : Mandi
- 1984 : Party